# アリサとフジコ
アリサとフジコは、2012年から沖縄県内を中心に活動する首里フジコとむとうありさの音楽ユニット。
日本歌謡曲を歌って踊る半熟女のデュオとして知られる。

## 概要
同ユニットは、昭和歌謡を歌って踊る、シンガーソングライター「むとうありさ」と「首里フジコ」によるツインボーカルユニットである。2012年2月14日に沖縄県内ユニット、2012年3月21日に全国リリースを果たした。

## ディスコグラフィー
1stアルバム「ファンタスティック!」 
アリサとフジコ with ココナッツオイルズ 
01. 渚のシンドバッド
02. ひょっこりひょうたん島
03. 恋する星砂 (オリジナル)
04. 夜光虫
05. 密の味 (オリジナル) 
06. 恋のバカンス
07. メガネの男の子 (オリジナル) 
08. 亜麻色の髪の乙女
09. 微笑がえし
10. さくらんぼキッス (オリジナル) 

## ラジオ
- FM沖縄(87.3MHz)「むとうありさの日々つらら」 - 番組内で「アリサとフジコのお姉さん教えて」コーナーを担当。

## CM
- 「リケンオキナワ」 - テレビコマーシャルでは振り付けと歌唱も担当。2012年より10年以上オンエアされており、沖縄県民に広く知られる存在となっている。